# اچ‌ام‌ای‌اس آپولو
اچ‌ام‌ای‌اس آپولو (به انگلیسی: HMAS Upolu) یک کشتی بود که طول آن ۲۲۰ فوت (۶۷ متر) بود. این کشتی در سال ۱۸۹۱ ساخته شد.